# Seung Hyo-sang
Seung H-Sang  (承孝相, 26 de octubre de 1952 ~ ) es un arquitecto coreano. Nació en el año 1952, estudió en la Universidad Nacional de Seúl y en Universidad Técnica de Berlín en Wien. Trabajó con Kim Swoo-geun desde 1974 hasta 1989 y establecieron una oficina 'IROJE architects&planners' en 1989.
Fue miembro principal del "4.3 Group" fuertemente influido en la sociedad de arquitectura coreana, y participó en la fundación "Escuela de arquitectura de Seúl" para un nuevo sistema educativo. Es autor de "Beauty of Poverty (Mikunsa 1996)", "Architecture, Signs of Thoughts (Dolbegae 2004)", "Landscript (Yoelhwadang 2009)" y "Memorial of Roh Moo-hyun(2010 Nulwa)" y fue profesor visitante de la Universidad Norte de Londres y enseñado en la Universidad Nacional de Seúl y Universidad Nacional de Artes de Corea.
Obtuvo varios premios con sus obras y la práctica y fue el coordinador de "Paju Book City". El American Institute of Architects lo invirtió con un compañero honorario de la AIA en 2002, y Museo nacional de arte moderno fue seleccionado como "Artisa del año 2002", por primera vez para un arquitecto y una exposición de gran arquitectura solo. Él ganó fama mundial como arquitecto con sus logros arquitectónicos y a través de varias exposiciones internacionales, se ha extendido hacia fuera de su ámbito de la arquitectura Asia, Europa y América. En 2007, el gobierno coreano le honró con el "Premio de Corea para el arte y la cultura" 2011, y él fue Comisionado como director de Gwangju Design Biennale después de pabellón Coreano de Venice Biennale de 2008. Desde 2013 toma la Presidencia del Comité de política de la arquitectura de Gobierno Metropolitano de Seúl.

## Obras principales
- Sujoldang, Corea, 1993
- Subaekdang, Corea, 1998
- Welcomm City, Corea, 2000
- Municipio por la gran muralla, Beijing, China, 2000
- Hyehwa Culture Center, Daejeon University, Corea, 2003
- Chaowai SOHO, Beijing, China, 2004
- Corea DMZ Peach and Life Valley, Corea, 2005
- 30th Anniversary Memorial Hall of Daejeon University, Corea, 2008
- Memorial for Former President, Roh Moo-hyun, Corea, 2009[2]
- 360 Earth Water Flower Wind Country Club, Yeoju, Corea, 2009
- Teochon House, Corea, 2010
- Art Villas, Jeju, Corea, 2010

## Libros
- Landscript, (2009 Yoelhwadang)
- Architecture, Signs of Thoughts>(2004 Dolbegae)
- Beauty of Poverty (1996 Mikunsa)
- Old things are all beautiful (2012 Culturegrapher)